# Ewald Beilmann
Ewald Beilmann (* 23. November 1911 in Witten; † 20. Januar 1977) war ein deutscher Politiker (SPD). Er war von 1954 bis 1966 Mitglied des Landtags von Nordrhein-Westfalen.

## Leben
Nach der Volksschule besuchte Ewald Beilmann ein Gymnasium und schloss die Schule mit der mittleren Reife ab. Er arbeitete anschließend als Angestellter bei einem Anwalt, später als Handelsvertreter, ab 1940 als Großhändler. 
Beilmann war 1926 Mitglied der Sozialistischen Arbeiter-Jugend geworden und 1930 auch der SPD beigetreten. 
Er war von 1946 bis zum Oktober 1948 Stadtverordneter und von 1948 bis 1956 Stadtrat in Witten. Beilmann wurde von der dritten bis zur fünften Wahlperiode als Direktkandidat der SPD im Wahlkreis 122 (Witten) in den nordrhein-westfälischen Landtag gewählt. Er war Abgeordneter vom 13. Juli 1954 bis zum 23. Juli 1966.

Witten – rot markiert – und Bochum, nordwestlich davon